# Élincourt
Élincourt ist eine französische Gemeinde mit 618 Einwohnern (Stand 1. Januar 2022) im Département Nord in der Region Hauts-de-France. Sie gehört zum Arrondissement Cambrai und zum Kanton Le Cateau-Cambrésis. Die Bewohner nennen sich Élincourtois(es).

## Geografie
Die Gemeinde Élincourt liegt an der Grenze zum Département Aisne, 20 Kilometer südöstlich von Cambrai. Sie grenzt im Nordosten an Clary, im Osten an Maretz, im Südosten an Prémont, im Süden an Serain, im Südwesten an Malincourt, im Westen an Dehéries und im Nordwesten an Walincourt-Selvigny.

## Bevölkerungsentwicklung
| Jahr                       | 1962 | 1968 | 1975 | 1982 | 1990 | 1999 | 2008 | 2013 | 2020 |
| Einwohner                  | 810  | 821  | 715  | 695  | 658  | 665  | 646  | 633  | 630  |
| Quellen: Cassini und INSEE |      |      |      |      |      |      |      |      |      |

## Sehenswürdigkeiten

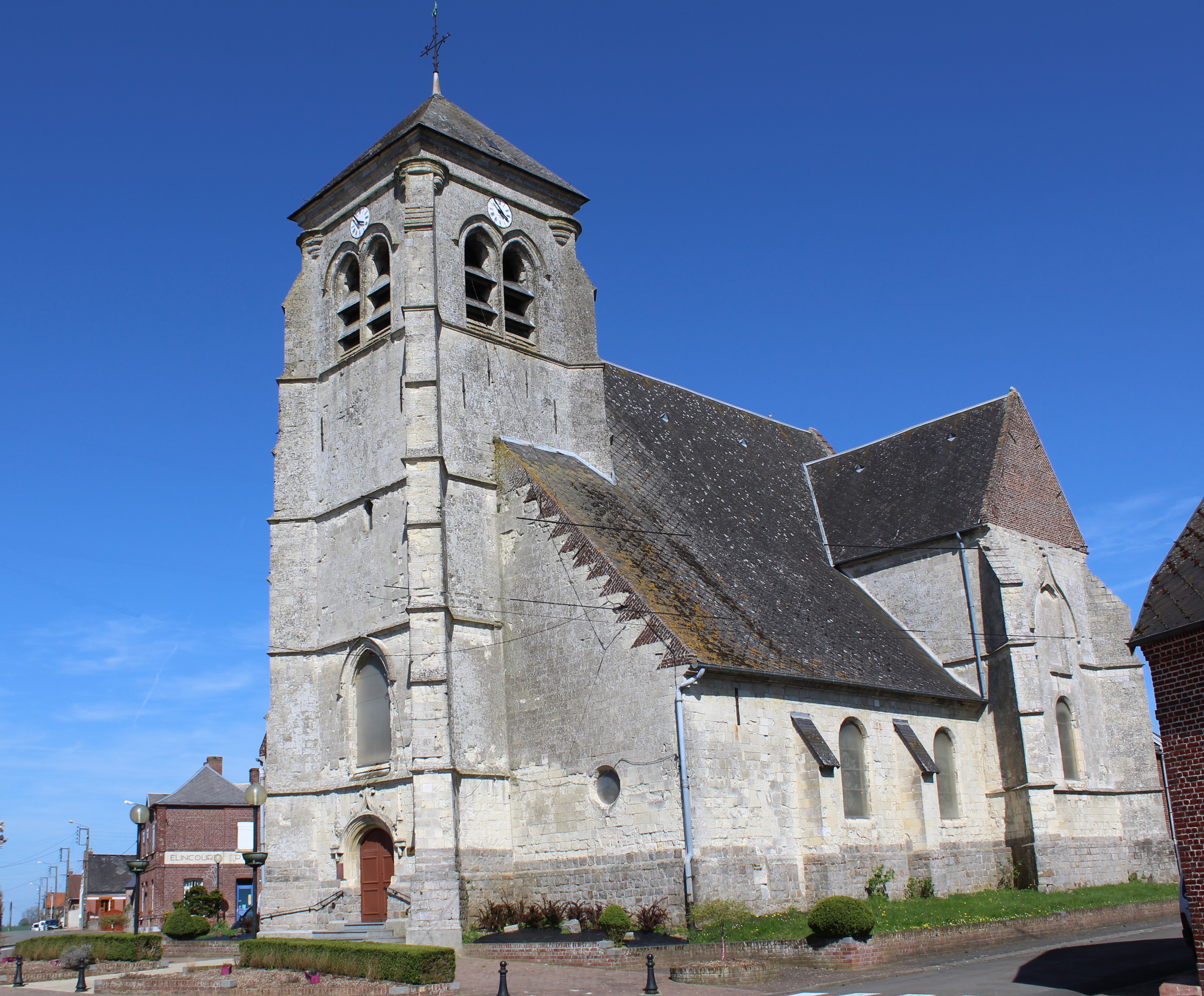
Kirche Mariä Himmelfahrt
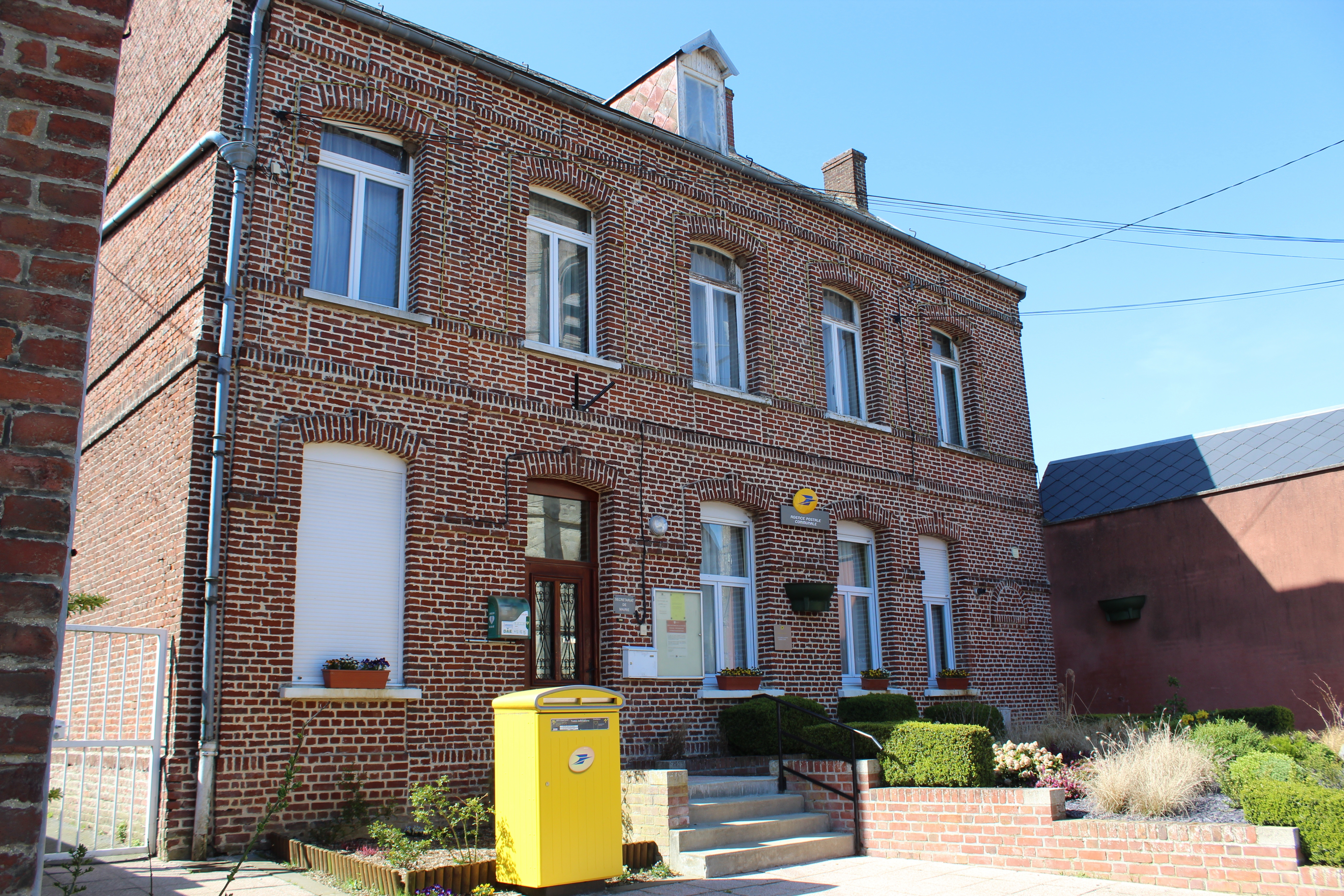
Bürgermeisteramt (Mairie)
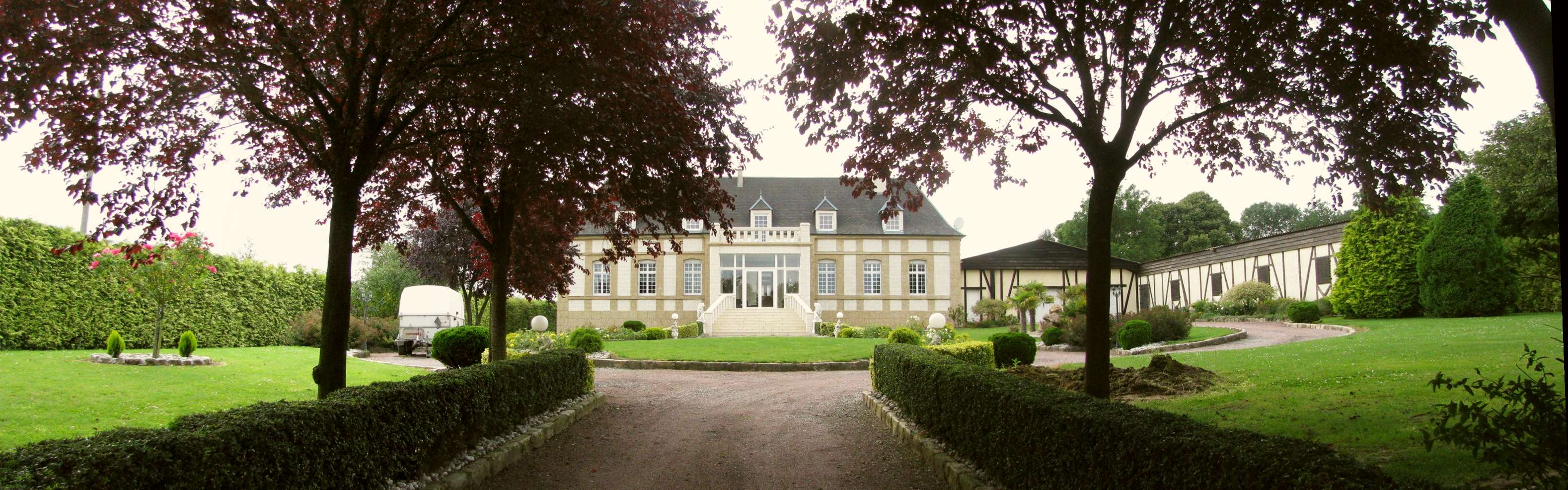
Schloss
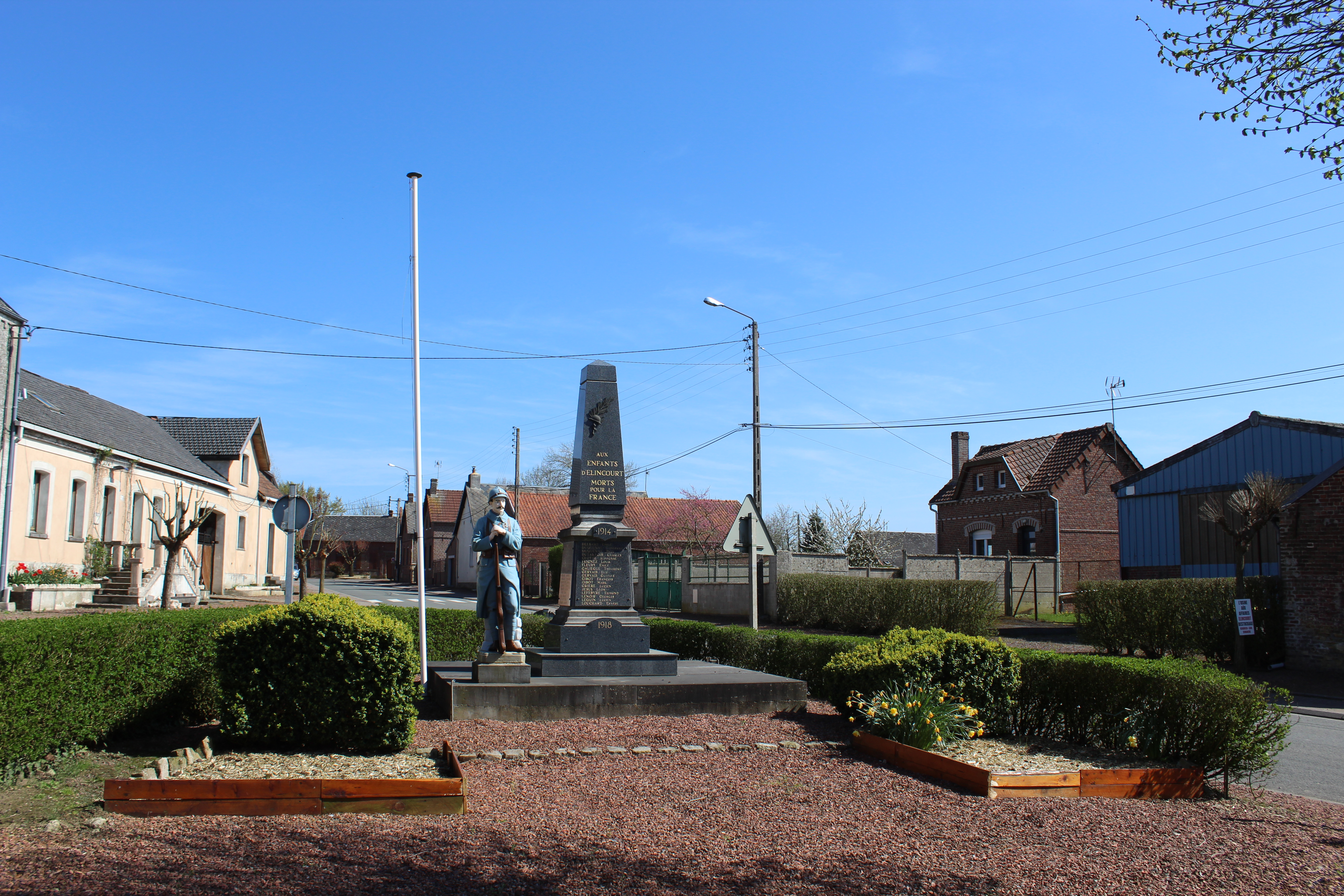
Gefallenendenkmal

- Wasserturm

- Kirche Mariä Himmelfahrt
- Bürgermeisteramt (Mairie)
- Schloss Élincourt
- Gefallenendenkmal